# Операция «Мегдут»
Операция «Мегдут» (хинди ऑपरेशन मेघदूत, англ. Operation Meghdoot) — военная операция Индийских вооружённых сил, часть Сиаченского конфликта, являющегося частью продолжающегося с 1947 года Индо-Пакистанского конфликта, многократно выливавшегося в Индо-Пакистанские войны. Операция началась утром 13 апреля 1984 года с целью установления контроля над ледником Сиачен в Ладакхе, опередив аналогичные планы Пакистана (операция «Абабиль»). Благодаря заблаговременному получению разведданных, включая информацию о закупках снаряжения для высокогорных условий, и чёткому планированию, индийские войска заняли ключевые высоты хребта Салторо, включая перевалы Билафонд-Ла, Сиа-Ла и Гёнг-Ла, до того, как пакистанские подразделения успели начать свою операцию. В результате Индия получила стратегическое преимущество на самой высокой в мире линии боевых действий. Контроль над ледником сохраняется индийской армией по сей день, несмотря на последующие попытки Пакистана изменить ситуацию, включая штурмы в 1987 и 1989 годах и Каргильскую войну 1999 года.

## Исторический контекст

### Конфликт между Индией и Пакистаном и нечёткое определение линии разграничения
В рамках более широкого конфликта между Индией и Пакистаном ледник Сиачен стал предметом споров из-за нечёткого разграничения территорий в Карачинском соглашении июля 1949 года, в котором не было точно указано, кому принадлежит территория ледника. Граница между спорными районами в Ладакхе была определена по Линии фактического контроля (ЛФК), которая заканчивалась в точке NJ9842, а территория к северу от неё, включая район Сиачен, осталась неразграниченной. По индийской интерпретации, пакистанская территория должна была заканчиваться у хребта Салторо, где маршрут линии после последней обозначенной точки NJ9842 шёл «далее на север к ледникам». Пакистанская сторона трактовала это положение как продолжение границы северо-восточным направлением от точки NJ9842 к Карракорумскому перевалу. В результате обе страны заявили права на ледник Сиачен и окружающие его высоты.

### 1970-е — 1980-е годы: разрешение Пакистаном восхождений иностранных альпинистов на Сиачене
В 1970-х и начале 1980-х годов Пакистан дал разрешение для нескольких иностранных экспедиций, организовывавших восхождения иностранных альпинистов на вершины в районе Сиачена с пакистанской стороны, что, вероятно, было попыткой укрепить свои территориальные претензии. Данные экспедиции не только получали разрешения от правительства Пакистана, но в ряде случаев сопровождались офицерами связи сухопутных войск Пакистана.
Особое беспокойство у индийского правительства вызвало разрешение, выданное в 1984 году японской экспедиции для восхождения на важную вершину — Римо I. Эта вершина, расположенная к востоку от ледника Сиачен, также контролирует северо-западные районы Аксайчин — территории, оспариваемой между Индией и Китаем. Индийские военные опасались, что такие экспедиции могут способствовать стратегическому объединению северо-восточной и юго-западной частей хребта Карракорум, что предоставит Пакистану стратегическое преимущество.

### 1978 — начало 1980-х: индийские альпинистские экспедиции на Сиачен
В 1978 году индийская армия также начала разрешать альпинистские экспедиции на ледник, осуществлявшиеся с индийской стороны. Первая такая экспедиция была организована в 1978 году под руководством полковника Нариндра Кумара из Индийской армии, который возглавил восхождение в район группы Терам Кангри вместе с капитаном медицинской службы А. В. С. Гуптой и С. К. Вахи. Индийские ВВС оказали существенную логистическую поддержку экспедиции, включая доставку свежих продуктов. Первая посадка вертолёта на леднике Сиачен была произведена 6 октября 1978 года, когда из передового лагеря были эвакуированы двое пострадавших на вертолёте «Четак», управляемом командиром эскадрильи Манмохана Бахадура.
В 1980 году командир 3-й артиллерийской бригады К. Н. Тхадани VSM возглавил экспедицию из 68-и военнослужащих Индийской армии на пик Апсарасас Кангри (7245 м, 96-я вершина мира) в районе ледника Сиачен. 18 сентября 1980 года 16 участников экспедиции успешно достигли вершины. В 1984 году подполковник Прэм Чанд «Снежный тигр» из полка Догра, возглавил экспедицию из 54-х военнослужащих на пик К12 (7428 м) в хребте Салторо, Ладакх. 17 октября 1984 года участники экспедиции достигли вершины.

## Гонка за контроль: «Абабиль» против «Мегдут»

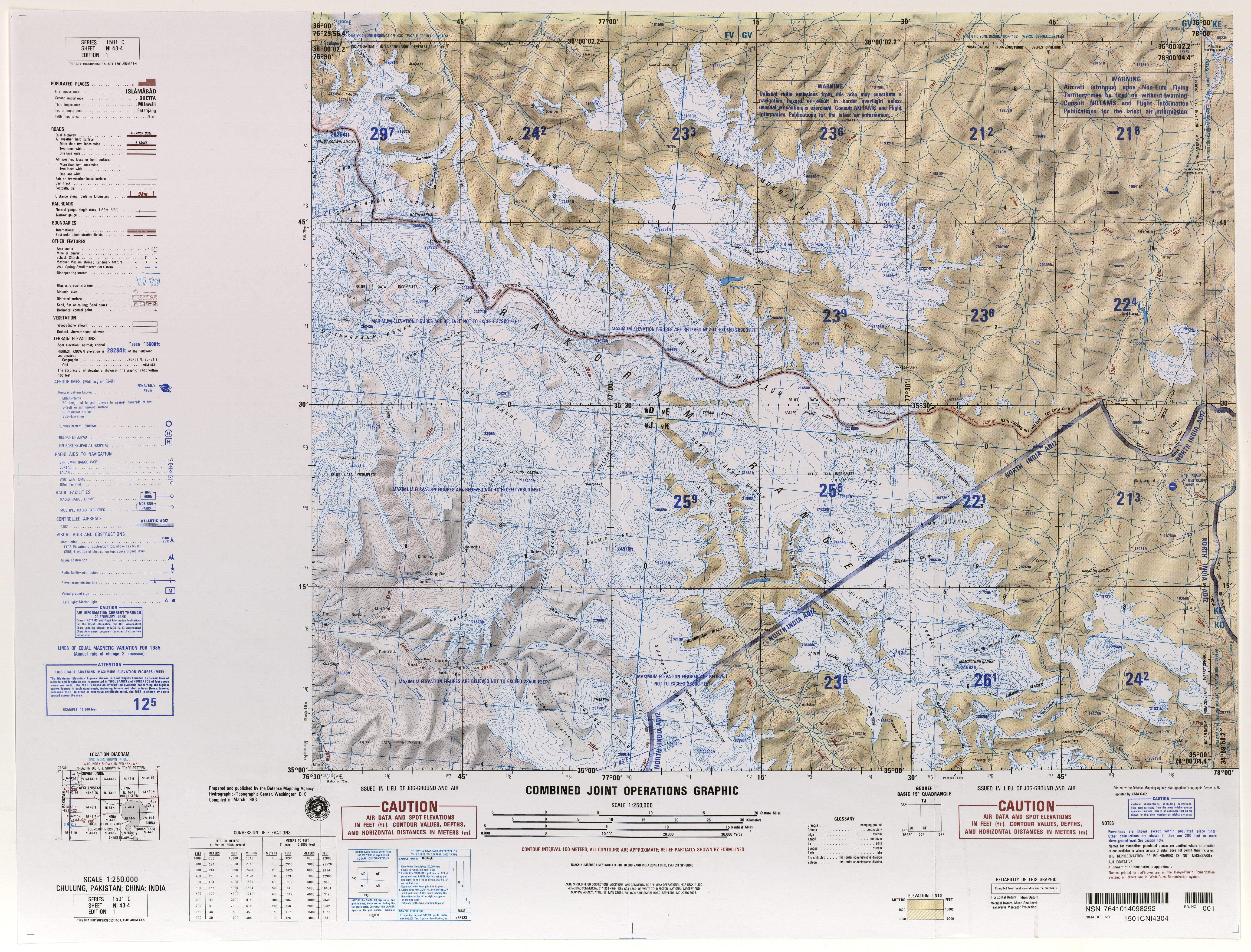
Географическая карта территории, где разворачивались действия операций «Мегдут» и «Абабиль»

### 1983—1984: пакистанская операция «Абабиль»
Операция «Абабиль», разработанная в 1983 году, — операция, планировавшаяся пакистанскими вооружёнными силами, для захвата ледника Сиачен. Целью операции было установление контроля над ключевыми точками ледника Сиачен и хребта Салторо. Операция была сорвана опережающим действиям Индии в рамках операции «Мегдут».

#### Разработка операции «Абабиль»

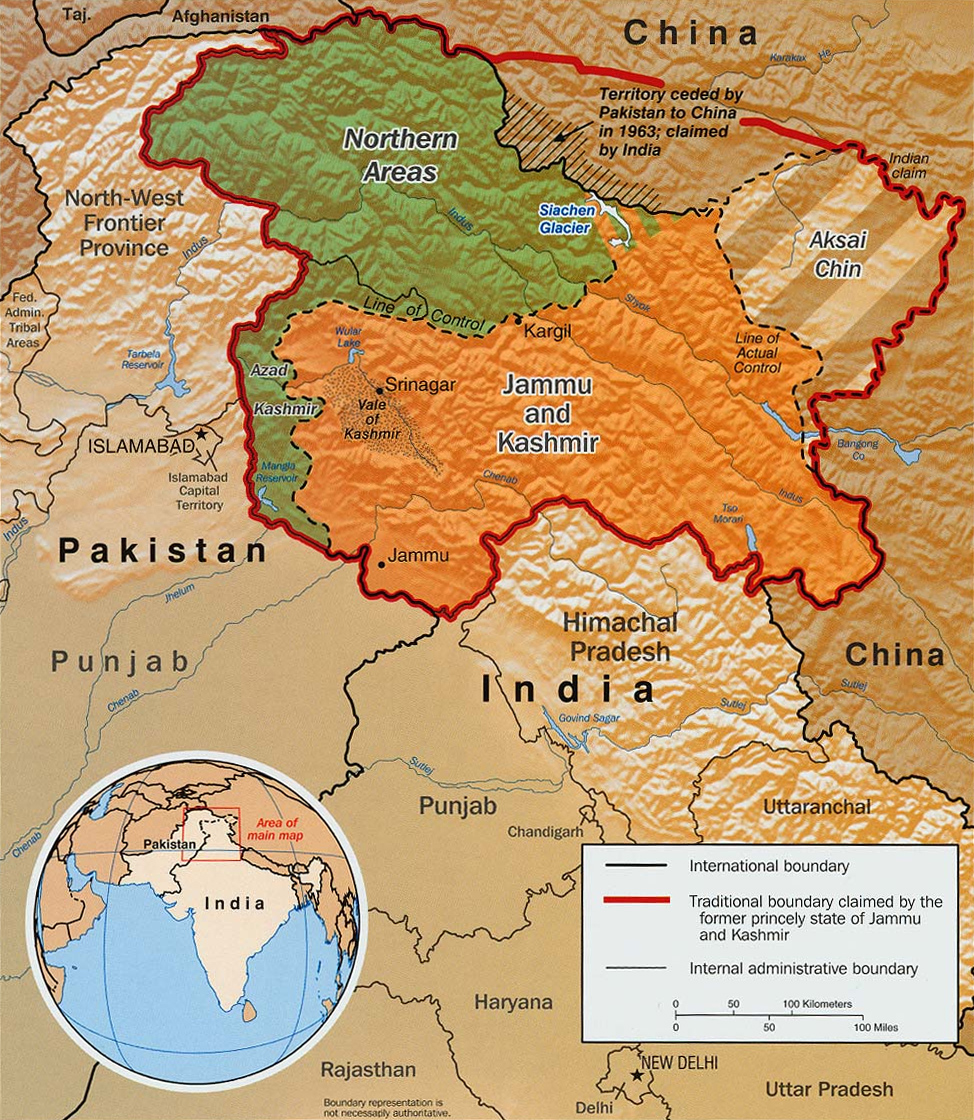
Регион Транс-Каракорум

Подготовительный этап операции «Абабиль» был завершён к концу 1983 года. Планировалось начать в мае 1984 года, поскольку суровые зимние условия на леднике Сиачен затрудняли более раннее развертывание. Объединённая боевая группа, получившая кодовое название «Бурзил Форс», включавшая коммандос из Группы специального назначения (англ. Special Services Group - SSG) и другие части, должно было быть переброшено из города Скарду с использованием тактики наземных десантов, используя гравийную дорогу Пакистана к хребту Салторо для быстрого перемещения войск.
Идея операции «Абабиль» возникла в 1983 году, когда пакистанские военные стратеги в Генеральном штабе в Равалпинди осознали стратегическое значение ледника Сиачен. Разведданные указывали на то, что Индия проводит альпинистские экспедиции в этом регионе, что вызывало опасения: Индия может установить контроль над неразграниченной территорией к северу от точки ЛФК NJ9842. Пакистанские генералы, включая бригадного генерала Первеза Мушаррафа, начали планирование операции после подтверждения наличия индийских патрулей в районе Сиачен. План предусматривал захват стратегически важных высот на западном фланге ледника Сиачен, включая перевалы Билафонд Ла и Сиа Ла, на высоте до 4877 метров.

#### Закупка снаряжения для высокогорных условий
В середине 1983 года Пакистан заказал 150 комплектов снаряжение для арктических условий у лондонского поставщика, что случайно привлекло внимание Индии, поскольку тот же поставщик обслуживал и индийскую армию. Эта закупка стала важным сигналом о намерении Пакистана провести высокогорную операцию. Индийская сторона была проинформирована об этом и начала собственную подготовку, получив тем самым преимущество.

#### 1 мая 1984 года: запланированная дата начала операции «Абабиль»
Операция должна была начаться около 1 мая 1984 года, поскольку командующий силами Северных районов Пакистана отказался развертывать войска зимой из-за отсутствия опыта ведения боевых действий в таких условиях.

#### Разработка операции «Мегдут»
Индийская армия приняла решение использовать войска и некоторые подразделения парамилитарных сил из северного Ладакха. Часть военнослужащих прошли акклиматизацию к экстремальным условиям ледника в ходе тренировочной экспедиции в Антарктиду в 1982 году. Среди военнослужащих, участников операции, были представители горных регионов Гархвал, Кумаон, Джамму и Кашмир и Химачал-Прадеш, которые имели представление об особенностях жизни в высокогорных условиях. Все участники операции проходили подготовку в районе Ладакха. Планированием операции занимались генеральный директор по военным операциям ( Director General Military Operations) генерал-лейтенант C. N. Somanna, командующий западной армией генерал-лейтенант M. L. Chibba и начальник Северного командования генерал-майор Амарджит Сингх.

#### 13 апреля 1984 года, день Вайсакхи: запланированная дата начала операции «Мегдут»
Операцией «Мегдут» руководил генерал-лейтенант П. Н. Хун. Командиру 26-го сектора бригадному генералу Виджай Чанне была поручена задача занять хребет Салторо в период с 10 по 30 апреля. Он выбрал 13 апреля, поскольку это был день Вайсакхи — один из крупнейших праздников сикхского календаря, и пакистанцы вряд ли ожидали начала операции в этот день. Окончательное одобрение было дано премьер-министром Индирой Ганди после того, как высшее военное руководство представило подробный план операции министру обороны Венкатараману Рамасвами. Подготовка к операции «Мегдут» началась с воздушной переброски войск и грузов Индийские ВВС к подножию ледника.

#### 13 апреля 1984 года: Индия начинает операцию «Мегдут»

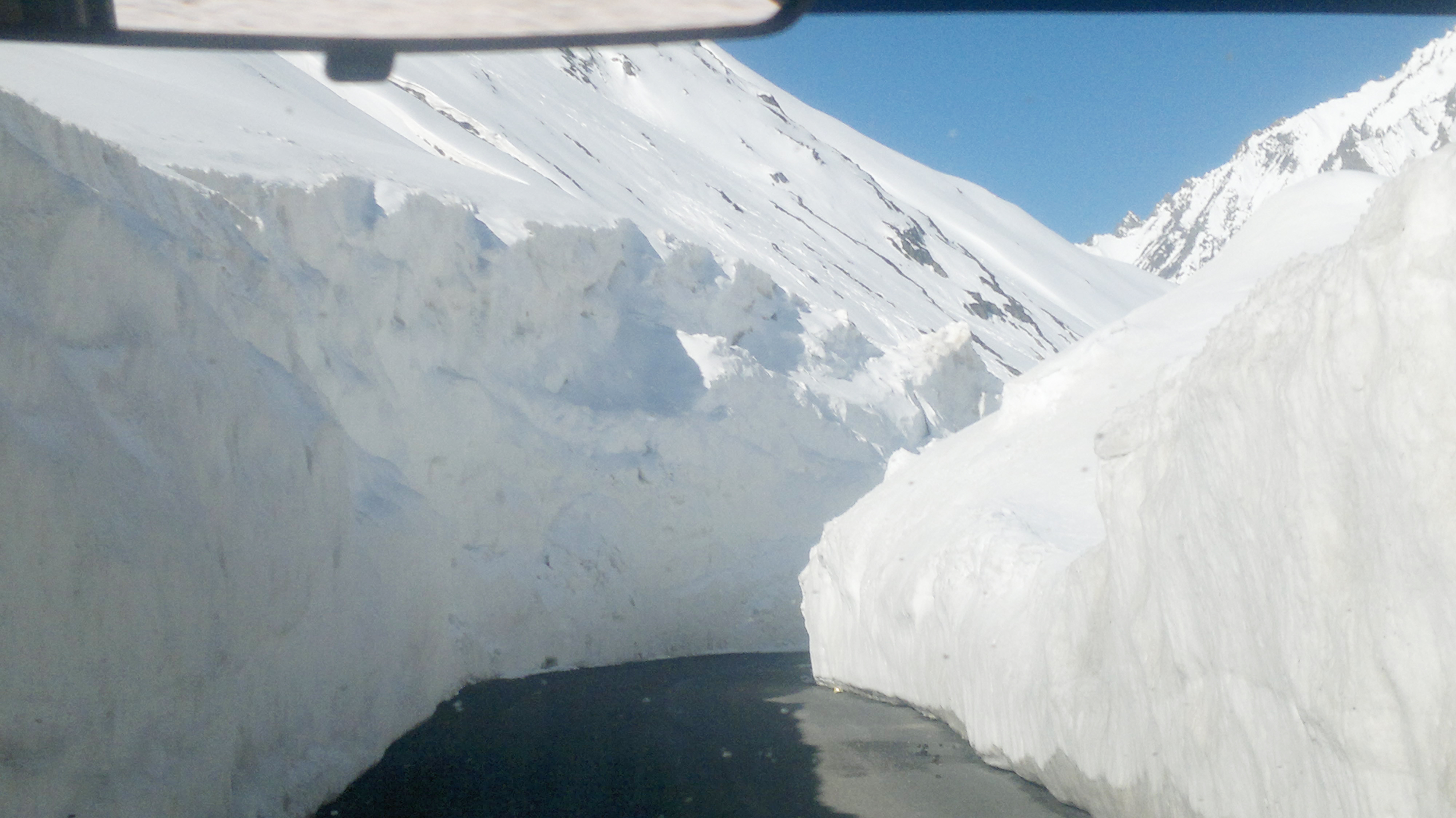
Современная дорога через перевал Зоджи-Ла

Индийская армия запланировала операцию по контролю над ледником к 13 апреля 1984 года, чтобы опередить пакистанскую армию примерно на 4 дня, поскольку разведка сообщила, что пакистанская операция планировала начать переброску войск 17 апреля для захвата ледника. Первый этап операции начался в марте 1984 года, когда батальон Кумоанского полка под командованием подполковника Д. К. Ханны и подразделения Ладакхских скаутов шли пешком с полным боевым снаряжением через заснеженный перевал Зоджи-Ла в течение нескольких дней, чтобы избежать обнаружения. Первая группа под командованием майора Р. С. Садху получила задачу занять позиции на высотах ледника. Следующая группа под командованием капитана Санкая Кулкарни и младшего лейтенанта Ананта Бхуяна заняла перевал Билафонд-Ла. Остальные подразделения под командованием капитана П. В. Ядава продвигались вперёд и в течение четырёх дней поднялись, чтобы занять остальные высоты хребта Салторо. К 13 апреля около 300 индийских военнослужащих заняли ключевые вершины и перевалы ледника.

#### 17 апреля 1984 года: Пакистан начинает операцию «Абабиль»
17 апреля 1984 года, когда передовые разведывательные подразделения Пакистана достигли района хребта Салторо, для начала операции «Абабиль», запланированной на 1 мая 1984 года, они обнаружили, что индийская армия уже контролирует все основные горные перевалы — Сиа-Ла, Билафонд-Ла и Гёнг-Ла, а также все господствующие высоты хребта Салторо к западу от ледника Сиачен. Из-за высокогорья и ограниченного времени Пакистан смог взять под контроль только западные склоны и подножия хребта Салторо. Пакистанцам не помогло наличие более доступных наземных маршрутов к району боевых действий. Индия в значительной степени зависела от воздушной доставки грузов из-за более крутого восточного склона ледника, но смогла организовать логистику в интересах боевых групп в труднодоступных районах.

#### Итог: успех «Мегдут» и провал «Абабиль»
Операция «Абабиль» не была реализована в запланированном виде из-за опережающих действий Индии — операции «Мегдут», начатой 13 апреля 1984 года. Информация индийской разведки, включая данные от начальника станции РУА в Сринагаре Викрама Суда, предупредила индийскую армию о планах Пакистана. Индийские войска, включая подразделения регимента Кумаон и Ладакх Скаутс, заняли ледник Сиачен и хребет Салторо, включая ключевые перевалы Билафонд-ла, Сиа-ла и Гёнг-ла, всего за 48 часов до планируемого начала пакистанской операции. Это сделало планы Пакистана нереализуемыми, поскольку индийские силы установили контроль над ледником и подходами к нему. Пакистанское подразделение «Бурзил Форс» не смогло провести запланированное наступление, и пакистанские войска вместо этого заняли позиции вокруг индийских постов, что привело к патовой ситуации, при которой обе стороны поддерживали своё присутствие на высотах в пределах досягаемости огня. К этому моменту передовые подразделения Индийской армии контролировали территорию площадью 2553 км². Лагеря вскоре были превращены в постоянные посты обеими сторонами. Операция «Абабиль» была фактически прекращена в результате решительных действий Индии.

#### Потери
Надёжных данных о количестве потерь обеих сторон в ходе этой конкретной операции не имеется. Основная часть потерь с обеих сторон была вызвана погодными условиями, сложным рельефом, а также лавинами и трещинами во время патрулирования.

## Последствия

### Стратегический контроль со стороны Индии
В результате операции Индия получила контроль над 70-километровым ледником Сиачен и всеми его притоками, а также тремя основными перевалами на хребте Салторо к западу от ледника — Сиа-ла, Билафонд-ла и Гёнг-ла. Это обеспечило Индии тактическое преимущество за счёт удержания более высоких позиций. Линия фактического размежевания проходит примерно вдоль хребта Салторо, протянувшегося почти на 120 километров от точки NJ9842 до района долины Кырчинбулака (часть Пакистанского Кашмира, переданной Пакистаном Китаю в 1963 году).

### 1987—1989: неудачные попытки Пакистана вернуть контроль и успешная операция «Раджив»
Пакистан предпринял масштабные военные операции в 1987 и 1989 годах с целью захватить хребет и перевалы, контролируемые Индией. Первую атаку возглавлял Первез Мушарраф (тогда бригадный генерал) и она сначала позволила занять несколько высот, но затем пакистанские войска были отбиты. Позже в том же году, в результате индийской операции «Раджив», Пакистан потерял как минимум один важный пост — «Квайд-и-Азам», который перешёл под контроль Индии и был переименован в пост Бана, в честь Баны Сингха, который возглавил дневную атаку, преодолев ледяной уступ высотой около 457 метров. За этот подвиг Бана Сингх был удостоен Парам Вир Чакры — высшей награды за храбрость в Индии.
Пост Бана является самым высоким боевым постом в мире на высоте 6749 метров над уровнем моря. В 1988 году пакистанские силы неоднократно пытались захватить пост Бана. В последней попытке 9 мая 1988 года они установили четыре верёвки и лестничную систему на ледяной стене под постом. Атака не удалась, но верёвки и лестница остались на месте, что позволяло использовать их в будущих попытках. 18 мая 1988 года индийские военнослужащие перерезали две из четырёх. 26 мая 1988 года офицер наблюдательного поста капитан Пратап Сингх MVC из 75 Medium Regiment погиб от гранаты, снимая лестницу.

### 1999: Каргильская война
В 1999 году в этом районе развернулась Каргильская война, в ходе которой Пакистан провёл операцию «Бадр», а Индия ответила контроперацией «Сафед Сагар».

## Память
На мемориале в лагере Сиачен написано: «Расположенные в снегу, они молчат. Когда прозвучит горн, они поднимутся и снова выступят!»

## В массовой культуре
Книги
- «Beyond NJ 9842: The Siachen Saga»
- «Meghdoot: The Beginning of the Coldest War»

Телевизионный документальный фильм
- «Operation Meghdoot: How India Captured Siachen (Battle Ops)» (2018) — документальный фильм, премьера которого состоялась в рамках серии «Battle Ops» на канале Discovery Channel в проекте «Veer by Discovery»[18][19]

## Комментарии
1. ↑  Орден Парам Вир Чакра можно считать аналогом звания  Героя Советского Союза и медали «Золотая Звезда».